# Andrej Hauptman
Andrej Hauptman (Lubiana, 5 maggio 1975) è un dirigente sportivo ed ex ciclista su strada sloveno.
Professionista dal 1999 al 2006, fu medaglia di bronzo ai Campionati del mondo di Lisbona del 2001.

## Carriera
Dopo aver corso in Italia nelle categorie dilettantistiche, passò professionista nel 1999 nella Vini Caldirola, squadra in cui rimase fino al 2003, anche dopo la fusione con la Amica Chips-Tacconi Sport nel 2001 e la creazione della nuova Tacconi Sport-Vini Caldirola (rinominata nel 2003 Vini Caldirola-Saunier Duval).
La sua prima vittoria giunse nel 2000 al Grand Prix de Fourmies, ma fu nel 2001 che visse il suo anno migliore: vinse una tappa e la classifica generale in una corsa di secondo piano ma si mise in mostra al Giro d'Italia, dove il suo nome comparve spesso in particolare nelle volate di gruppo in cui faceva valere le sue doti di passista veloce. La sorpresa arrivò nel finale di stagione, dove contro ogni pronostico si piazzò terzo e conquistò la conseguente medaglia di bronzo ai Campionati del mondo di Lisbona, preceduto nella volata finale da Óscar Freire e Paolo Bettini.
Nel 2002 non riuscì a vincere alcuna gara, ma conquistò diversi piazzamenti nelle classiche di inizio stagione (tredicesimo alla Milano-Sanremo e quattordicesimo al Giro delle Fiandre) nonché al Tour de France (prima partecipazione non portata però a termine) e alla Vuelta a España. Ancora una volta il risultato più prestigioso della sua stagione venne dai Campionati mondiali svoltisi quell'anno a Zolder: nella volata che vide trionfare Mario Cipollini, rischiò di bissare il podio dell'anno precedente e si piazzò quarto dietro a Robbie McEwen ed Erik Zabel.
Dopo un 2003 senza troppi acuti e ancora una volta senza vittorie, tornò a farsi vedere nel 2004, anno in cui andò a correre nella Lampre: ancora una volta zero vittorie ma buoni piazzamenti come il terzo posto al campionato nazionale su strada, il quinto nella prova in linea ai Giochi olimpici del 2004 ad Atene e il nono nella HEW Cyclassics.
Nel 2005 passò alla Fassa Bortolo ma ormai era iniziata la sua parabola discendente, tant'è che nell'ultimo anno corse in una piccola squadra Continental del suo Paese, la Radenska Powerbar. Dal 2007 al 2014 fu quindi direttore sportivo nella stessa Radenska; dal 2019 è nello staff tecnico dell'UAE Team Emirates, dirigendo il connazionale Tadej Pogačar.

## Palmarès
- 1997

Jadranska Magistrala
- 1998

Classifica generale Okolo Slovenska
1ª tappa Österreich-Rundfahrt
2ª tappa Giro di Slovenia
7ª tappa Giro di Slovenia
- 2000

Campionati sloveni, Gara in linea
Grand Prix de Fourmies
- 2001

3ª tappa Jadranska Magistrala
Classifica generale Jadranska Magistrala

## Piazzamenti

### Grandi Giri
- Giro d'Italia

1999: ritirato (16ª tappa)
2001: 56º
2004: 82º
- Tour de France

2000: non partito (1ª tappa)
2002: ritirato (12ª tappa)
2003: ritirato (14ª tappa)
- Vuelta a España

2002: 90º

### Classiche monumento
- Milano-Sanremo

1999: 133º
2001: 15º
2002: 13º
- Giro delle Fiandre

2001: ritirato
2002: 14º
2004: ritirato
- Parigi-Roubaix

1999: 41º
2000: ritirato
2001: ritirato
2002: ritirato
2004: ritirato
- Giro di Lombardia

2000: ritirato
2002: ritirato

### Competizioni mondiali
- Campionati del mondo

Plouay 2000 - Cronometro Elite: 26º
Plouay 2000 - In linea Elite: 38º
Lisbona 2001 - In linea Elite: 3º
Zolder 2002 - In linea Elite: 4º
Madrid 2005 - In linea Elite: ritirato
- Giochi olimpici

Atene 2004 - In linea: 5º